# Gemeinde Žirovnica
Žirovnica (deutsch (historisch) Scheraunitz) ist der Name einer Gemeinde und einer ihrer Ortschaften in der Oberkrain im Nordwesten Sloweniens. Der Sitz der Gemeindeverwaltung befindet sich in Breznica.

## Lage
Žirovnica liegt am Oberlauf der Save und am Fuß des Hochstuhls (slowenisch Veliki Stol) und ist daher ein beliebter Ausgangspunkt für Bergwanderungen in den Karawanken.
In der Gemeinde befinden sich zwei Wasserkraftwerke: eines am Fluss Završnica (fertiggestellt 1914) und eines an der Save bei der Ortschaft Moste (fertiggestellt 1952).

## Ortschaften
Folgende Ortschaften gehören zur Gemeinde (in Klammern die vor 1918 gebräuchlichen, deutschsprachigen Ortsbezeichnungen)
- Breg, (dt.: „Rann“)
- Breznica, (dt.: „Bresnitz“)
- Doslovče, (dt.: „Widoslau“)
- Moste, (dt.: „Steinbrücken“)
- Rodine, (dt.: „Rodein“)
- Selo pri Žirovnici, (dt.: „Sellen bei Scheraunitz“)
- Smokuč, (dt.: „Smokutsch“)
- Vrba, (dt.: „Velben“ oder „Weideneck“)
- Zabreznica, (dt.: „Sabressnitz“)
- Žirovnica (dt.: „Scheraunitz“)

## Nachbargemeinden
| Jesenice | Österreich                                  | Tržič      |
|          | Kompassrose, die auf Nachbargemeinden zeigt | Radovljica |
| Bled     | Radovljica                                  | Radovljica |

## Sehenswürdigkeiten

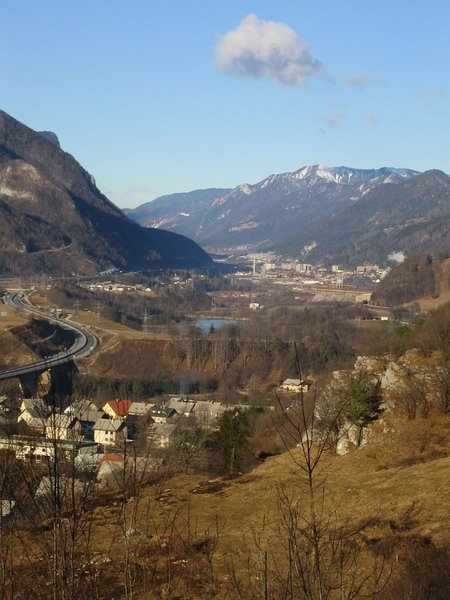
Aussicht von Žirovnica mit dem Stausee von Jesenice (Assling) im Hintergrund

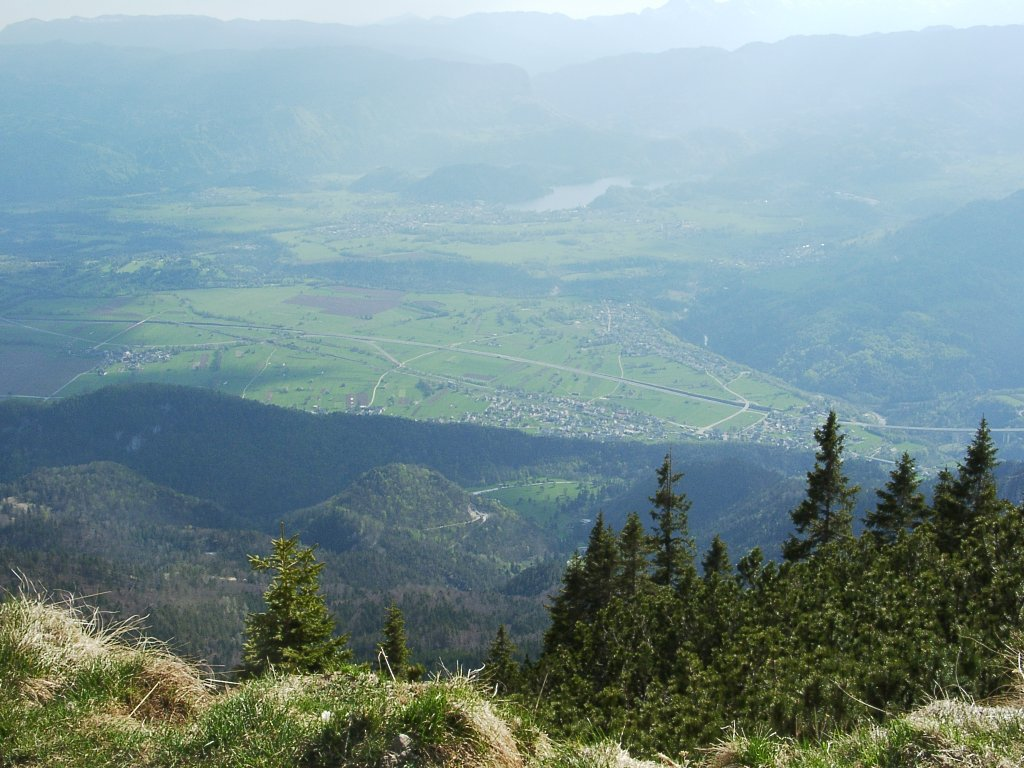
Panorama des westlichen Teils von Žirovnica, mit dem Bleder See im Hintergrund

- Breznica: Pfarrkirche St. Maria von 1819 und Votivkirche St. Radegund aus dem Jahr 1468.
- Selo: Der den Geschwistern Cantius, Cantianus und Cantianilla geweihte Kirchenbau in Selo stammt wahrscheinlich vom Anfang des 15. Jahrhunderts. Die Fresken im Inneren der Kirche wurden im Still der „Villacher Schule“ gestaltet, vergleichbar mit denen in Mariapfarr (Land Salzburg) und St. Gandolf an der Glan (Kärnten).
- Studenčice: Kirche St. Florian, die ursprünglich dem Hl. Rupert geweiht war und 1436 erstmals urkundlich erwähnt wurde. An der Innen- und Außenfassade befinden sich Malereien aus dem 14. und 15. Jahrhundert.
- Vrba: Geburtshaus von France Prešeren. Die Kirche St. Markus in  stammt aus der Zeit vor 1400. Die Kirche St. Clemens in Rodine wurde ursprünglich in der zweiten Hälfte des 10. Jahrhunderts erbaut, später zerstört und um 1600 neu errichtet.
- Žirovnica: Die vermutlich älteste Kirche der Gemeinde befindet sich aber in Žirovnica selbst. Der ursprünglich romanische Bau wurde 1468 urkundlich erwähnt, ist aber wesentlich älter. In der ersten Hälfte des 15. Jahrhunderts wurden im Presbyterium gotische Elemente hinzugefügt, im Barock wird die Kirche vergrößert und ein neuer Glockenturm errichtet. In unmittelbarer Nachbarschaft zur Kirche wurden bei archäologischen Ausgrabungen Überreste aus der Römerzeit und slawische Gräber aus dem Frühmittelalter gefunden.

## Geschichte
Žirovnica wurde erstmals 1253 in schriftlichen Quellen als Zarnonize erwähnt (und 1306–1309 als Zaronitz, 1344 als Sernavnicz). Der Name entstand aus *Žьrnovьnica, abgeleitet von žьrny „quern“, einer metaphorischen Anspielung auf die Form des Tals, in dem es liegt. Früher war der deutsche Name Scheraunitz.
Während des Zweiten Weltkriegs kam es am 20. Februar 1942 auf dem nahe gelegenen Berg Stol zu einer Schlacht zwischen deutschen Einheiten und der Partisanenbrigade Cankar. Am 13. September 1942 brannten die Partisanen den hölzernen Bahnhof der Stadt nieder. Nach dem Zweiten Weltkrieg befand sich in Žirovnica ein jugoslawisches Arbeitslager für politische Gefangene.

## Söhne und Töchter der Gemeinde
In der Gemeinde Žirovnica wurden geboren:
- Matija Čop (1797–1835), Literaturkritiker und Linguist, geboren in Žirovnica
- Fran Saleški Finžgar (1871–1962), Schriftsteller, geboren in Doslovče
- Janez Jalen (1891–1966), Schriftsteller, geboren in Rodine
- Andreas Janc (1938–2018), österreichischer Skilangläufer, geboren in Zabreznica
- Anton Janša (1734–1773), Imker, geboren in Breznica
- Lorenz Janscha (1749–1812), Maler, geboren in Rodine
- Andrej Križaj (* 1986), Skirennläufer, geboren in Žirovnica
- France Prešeren (1800–1849), Dichter, geboren in Vrba